# Christian Pulisic
Christian Mate Pulisic (in inglese: [pəˈlɪsɪk]; in croato Pulišić: [ˈpǔliʃitɕ]; Hershey, 18 settembre 1998) è un calciatore statunitense, centrocampista o attaccante del Milan e della nazionale statunitense, di cui è capitano.
Primo calciatore statunitense a giocare e vincere una finale di UEFA Champions League, nel 2015 è stato inserito dal quotidiano inglese The Guardian nella lista dei migliori cinquanta calciatori nati nel 1998.
Nel 2018 si è classificato secondo nel Trofeo Kopa, alle spalle di Kylian Mbappé.

## Biografia
È nato in una famiglia di calciatori: il padre, Mark Pulisic, giocò per otto anni a livello professionistico con la squadra di indoor soccer dell'Harrisburg Heat e in seguito fu allenatore. Anche il cugino Will Pulisic è un calciatore.
Ha ascendenze croate (il nonno paterno era originario dell'isola di Ulbo, in Dalmazia), e italiane (la nonna Johanna DiStefano era siciliana).
Nel giugno 2024 l'emittente CBS Sports ha annunciato l'inizio delle riprese della docuserie PULISIC, dedicata alla vita e alla carriera del calciatore, che sarà resa disponibile su Paramount+ dall'autunno seguente.

## Caratteristiche tecniche
Può ricoprire indifferentemente il ruolo di trequartista o esterno offensivo. Si caratterizza per rapidità, agilità e visione di gioco (infatti è un ottimo assist-man), essendo in grado di abbinare qualità e intelligenza tattica. Abile nel dribbling, con le sue finte è bravo a disorientare gli avversari. Nonostante le caratteristiche offensive rientra in fase difensiva per aiutare la squadra.

## Carriera

### Club

#### Gli inizi
Quando Pulisic era ancora un bambino, la madre ottenne una borsa di studio Fulbright per insegnare per un anno in Inghilterra. La famiglia si trasferì a Tackley, nei pressi di Oxford. Qui Pulisic approfondì la sua passione per il calcio, giocando con la squadra giovanile locale del Brackley Town. Quando la famiglia tornò in Pennsylvania, Pulisic continuò a giocare con la società locale del PA Classics. Nel 2014, mentre stava disputando un torneo in Turchia con la Nazionale statunitense Under-17, fu notato dagli osservatori del Borussia Dortmund, che si erano recati in Turchia per visionare il suo compagno di squadra Haji Wright. Venne ingaggiato nel gennaio del 2015, e fu aggregato prima alla selezione Under-17 e in seguito alla Under-19 dei gialloneri.

#### Borussia Dortmund
Il 30 gennaio 2016 debuttò nel calcio professionistico, subentrando ad Adrián Ramos nella vittoria casalinga per 2-0 in Bundesliga contro l'Ingolstadt. Il successivo 21 febbraio disputò la sua prima gara da titolare sul campo del Bayer Leverkusen. Il 17 aprile 2016 segnò la sua prima rete in Bundesliga contro l'Amburgo nella vittoria casalinga per 3-0. Diventò il quarto giocatore più giovane a segnare nel campionato tedesco (il più giovane tra gli stranieri). Il 23 aprile, esattamente una settimana dopo il suo primo gol, si ripeté nella partita vinta 3-0 contro lo Stoccarda, diventando il più giovane in assoluto a raggiungere quota due reti. Il 23 gennaio 2017 rinnova fino al giugno 2020 il proprio contratto con la squadra giallonera. L'11 aprile 2017, alla vigilia della partita di Champions League contro il Monaco, un'esplosione investì il pullman su cui viaggiavano lui e la sua squadra.

#### Chelsea

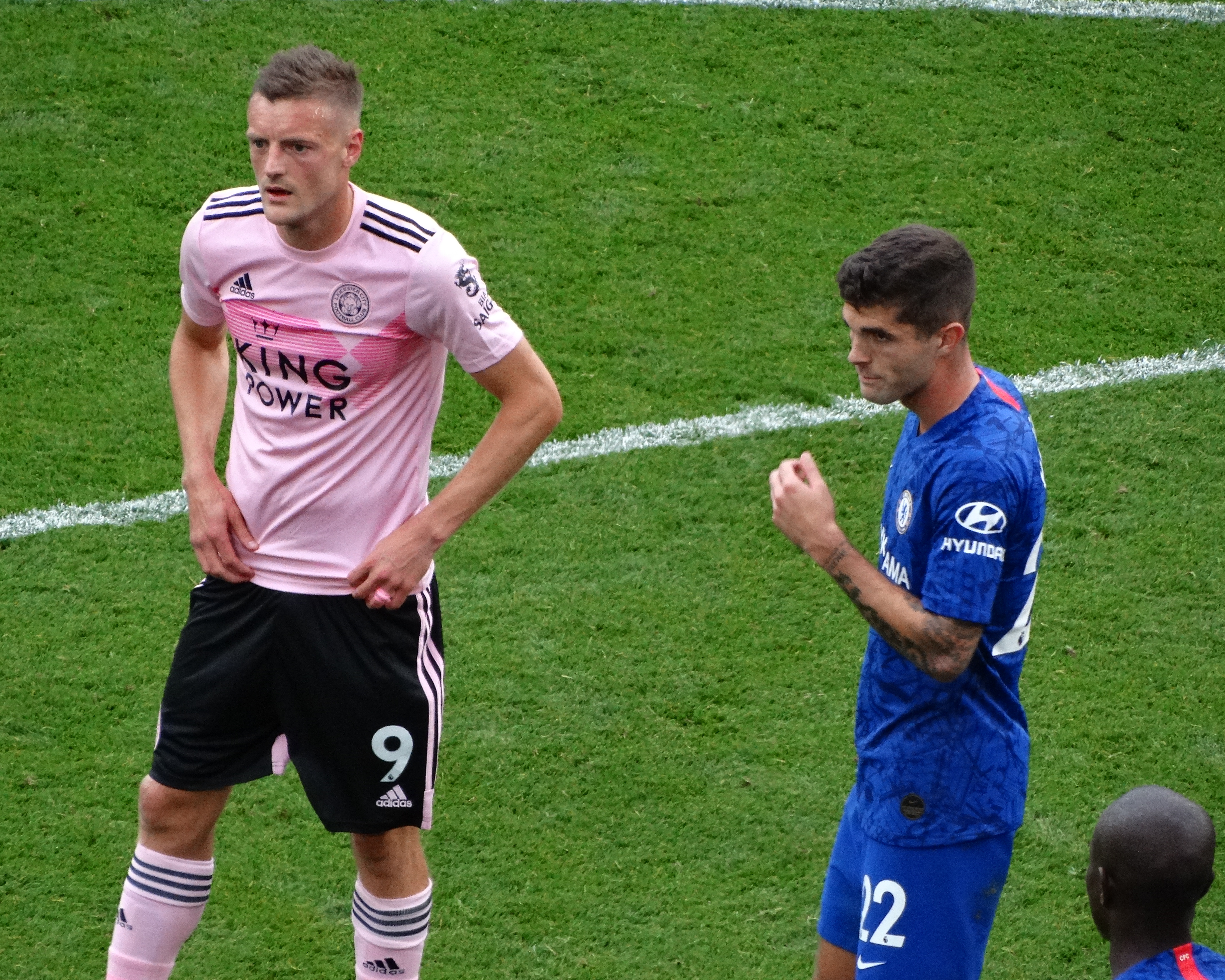
Pulisic a (destra) con la maglia del Chelsea nella partita di campionato contro il Leicester dell'agosto 2019.

Il 2 gennaio 2019 viene perfezionato il suo passaggio per 64 milioni di euro al Chelsea, che lo lascia in prestito ai gialloneri fino al termine della stagione. Dall'estate 2019 si aggrega al nuovo club, con cui esordisce alla prima giornata l'11 agosto nella sconfitta per 4-0 contro il Manchester United, rilevando al 58' Ross Barkley. Dopo avere giocato poche partite a inizio stagione (e mostrando qualche malumore al riguardo), in ottobre inizia a trovare maggiore spazio, tanto che il 26 del mese stesso va a segno per la prima volta con i blues, realizzando una tripletta (la prima in Premier League) contro il Burnley con il risultato finale di 2-4 per i londinesi; con questo diventa il più giovane calciatore nella storia del Chelsea ad avere realizzato una tripletta, battendo il precedente record del compagno di squadra Tammy Abraham che lo aveva stabilito un mese prima. Oltretutto lui ha segnato in 3 modi diversi: di destro, di sinistro e di testa. Il 27 novembre segna la sua prima rete in Champions coi Blues nella trasferta pareggiata 2-2 contro il Valencia. Conclude la sua prima stagione con 11 reti (9 in campionato) in 34 presenze.
L'anno successivo, in occasione di Krasnodar-Chelsea 0-4 del 28 ottobre 2020, realizza la sua prima rete stagionale, diventando lo statunitense più prolifico nella storia della Champions League eguagliando DaMarcus Beasley. Nella stessa stagione, il 27 aprile, trova il gol che apre le marcature nella semifinale di andata di Champions League pareggiata 1-1 contro il Real Madrid, diventando il primo giocatore statunitense a segnare in una semifinale di tale competizione. Al ritorno i blues superano il turno battendo 2-0 i blancos e approdando alla finale, con Pulisic che ha fornito un assist nell'occasione. In finale i londinesi vincono 1-0 contro il Manchester City, con Pulisic che subentra nella ripresa diventando così il primo calciatore statunitense a giocare una finale della massima competizione continentale, e il secondo a vincerla dopo Jovan Kirovski nel 1997, che però non è sceso in campo durante la gara.
Nel 2021-2022 i blues iniziano la stagione l'11 agosto 2021 sconfiggendo ai calci di rigore il Villarreal nella finale di Supercoppa UEFA; Pulisic subentra nella ripresa, realizzando poi il suo tiro dal dischetto. Tre giorni dopo viene disputata la prima gara stagionale di Premier contro il Crystal Palace, vinta 3-0 e in cui lo statunitense ha realizzato un gol. Dopo quella sfida è costretto a stare assente fino a novembre a causa del COVID-19 e di un infortunio patito in nazionale contro l'Honduras a settembre. Torna in campo il 6 novembre nel pareggio per 1-1 contro il Burnley. Torna al gol coi blues 14 giorni dopo nella sfida di campionato vinta 0-3 contro il Leicester City. Il 2 gennaio 2022 va a segno nel pareggio per 2-2 contro il Liverpool. Il 12 febbraio seguente i londinesi vincono il Mondiale per club battendo nell'atto conclusivo il Palmeiras (2-1) ai supplementari, completando così un treble di coppe internazionali. Nello stesso mese contribuisce al passaggio del turno del Chelsea in Champions League segnando sia all'andata che al ritorno nelle sfide vinte contro il Lilla. Tuttavia il cammino europeo del club s'interrompe ai quarti contro il Real Madrid. In campionato i blues si piazzano al terzo posto, mentre nelle coppe vengono sconfitti (sia in Coppa di Lega che in FA Cup) ai rigori dal Liverpool, con Pulisic che in nessuno delle due occasioni ha partecipato alla lotteria dei rigori perché sostituito precedentemente.
La stagione dopo è negativa sia per la squadra che per Pulisic: i blues si piazzano al 12º posto in campionato e non riescono a vincere nessuna coppa, e al contempo il calciatore statunitense, complice la concorrenza e un infortunio al ginocchio, trova minore spazio, segnando solo un gol in tutte le competizioni nel successo per 3-0 contro il Wolverhampton l'8 ottobre 2022.

#### Milan

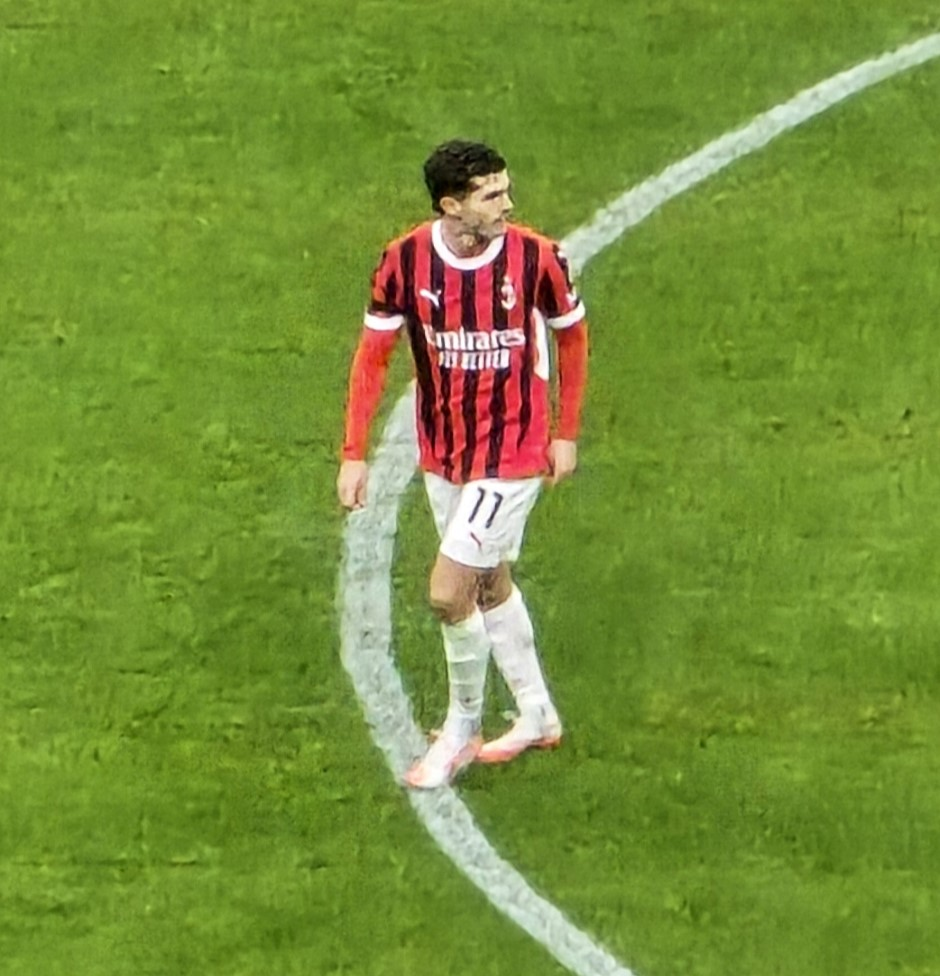
Pulisic al Milan in una partita contro il Cagliari nel 2025

Il 13 luglio 2023 viene acquistato a titolo definitivo, per 20 milioni di euro, dal Milan, con cui firma un contratto quadriennale con opzione di prolungamento per un'ulteriore stagione. Esordisce con i rossoneri il 21 agosto, nella partita vinta per 2-0 in trasferta contro il Bologna, nella quale segna anche il suo primo gol con il Milan. Si ripete anche cinque giorni più tardi, aprendo le marcature nella vittoria casalinga per 4-1 contro il Torino, dopo la quale viene nominato Giocatore del mese di agosto del club. Nei mesi seguenti va a segno con regolarità in campionato e il 13 dicembre segna il suo primo gol in UEFA Champions League con il Milan, nella vittoria per 1-2 sul campo del Newcastle Utd. A dicembre supera il record di gol in Serie A di un giocatore statunitense, salendo a quota 6 marcature. Viene poi nominato Giocatore del mese di Serie A di dicembre, diventando il primo nordamericano a ricevere il premio. Nel febbraio 2024 realizza la sua prima rete in Europa League, nella vittoria casalinga per 4-2 contro lo Slavia Praga agli ottavi di finale, e a maggio mette a referto la sua prima doppietta con i rossoneri, nella vittoria casalinga per 5-1 sul Cagliari.
Il 22 settembre 2024 segna il suo primo gol nel derby di Milano, aprendo le marcature nella vittoria per 2-1 contro l'Inter. Qualche mese dopo si aggiudica la Supercoppa italiana 2024, primo trofeo vinto con i rossoneri, andando a segno nella semifinale vinta per 2-1 contro la Juventus e nella finale vinta per 3-2 contro l'Inter.

### Nazionale

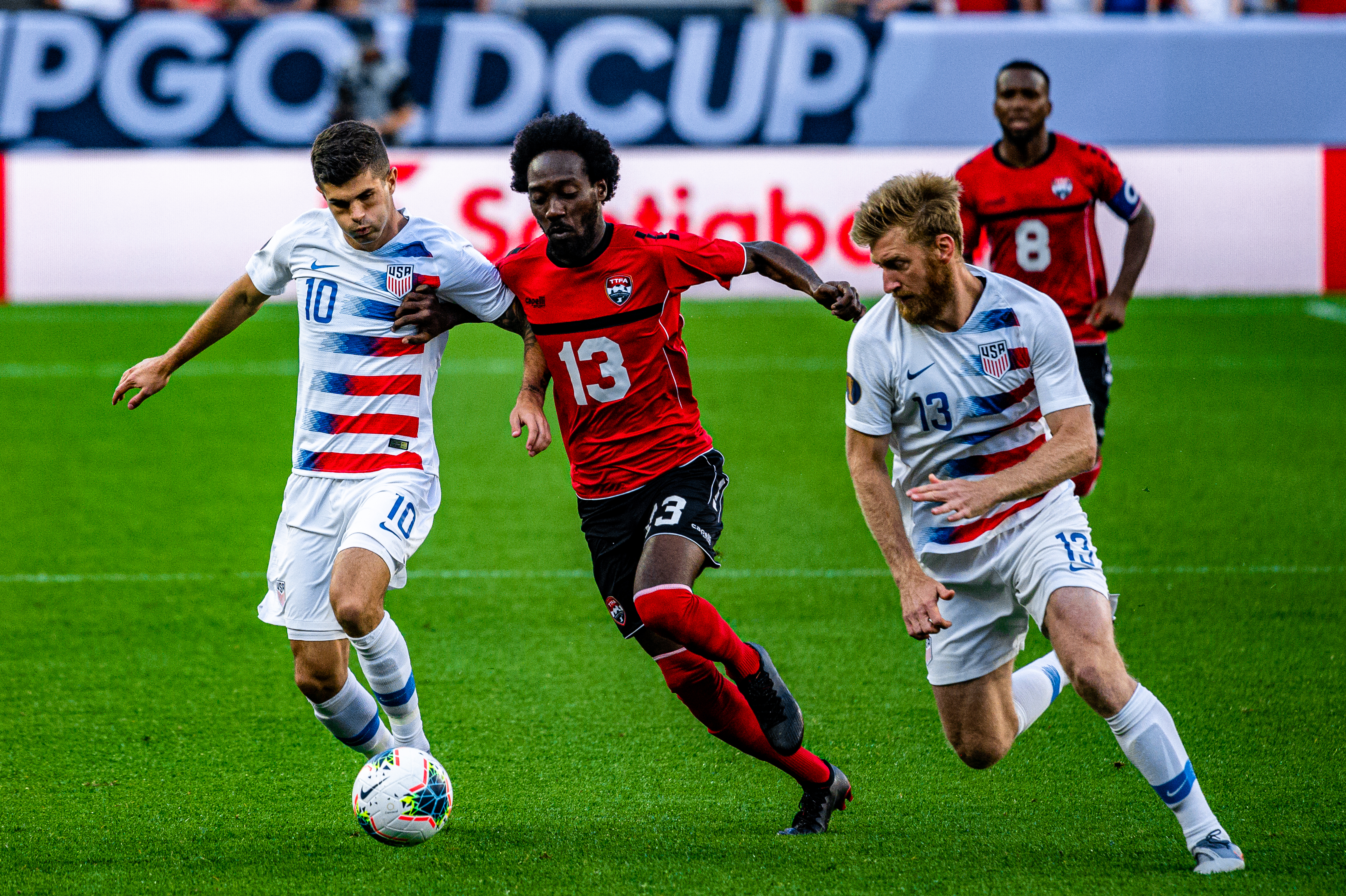
Pulisic (a sinistra) in azione con la nazionale statunitense durante la Gold Cup 2019.

Dal 2013 al 2015 ha giocato nella nazionale Under-17 statunitense, con cui ha messo a segno 20 gol in 34 partite ufficiali. Successivamente ha capitanato la selezione al campionato mondiale 2015, segnando una rete in 3 partite del girone eliminatorio.
Il 29 marzo 2016 debutta nella nazionale maggiore statunitense nei minuti finali del match di qualificazione al campionato mondiale 2018 contro il Guatemala. Pochi mesi più tardi venne convocato per la Copa América Centenario, manifestazione tenutasi negli Stati Uniti. Il 29 maggio successivo, prima della competizione realizzò la sua prima rete con la nazionale a stelle e strisce in amichevole contro la Bolivia. Il 20 novembre 2018, durante la partita amichevole contro l'Italia, Pulisic con i suoi 20 anni e 63 giorni è diventato il giocatore più giovane a capitanare la nazionale statunitense.
Viene convocato per la Gold Cup 2019, in cui va a segno nei gironi nel 6-0 contro Trinidad e Tobago. Nel corso del torneo risulta decisivo in semifinale contro la Giamaica, realizzando una doppietta per il 3-1 che ha spedito gli USA in finale, poi persa 1-0 contro il Messico.
Non convocato per la Gold Cup 2021, viene selezionato per il campionato mondiale 2022, dove è il secondo giocatore ad aver contribuito a tre reti (un gol - decisivo per la qualificazione agli ottavi degli statunitensi contro l'Iran - e due assist) per gli Stati Uniti in una singola edizione di un campionato del mondo dal 1966 dopo Landon Donovan (2010). Al contempo viene premiato due volte come migliore in campo. Il cammino della squadra nel torneo s'interrompe agli ottavi contro i Paesi Bassi (3-1).
Dopo avere saltato l'edizione del 2021, non partecipa neanche all'edizione del 2023 della Gold Cup.
Convocato per i Mondiali 2022, va a segno nella sfida ai gironi vinta 1-0 contro l'Iran, consentendo agli statunitensi di qualificarsi agli ottavi, in cui sono stati eliminati per 3-1 dai Paesi Bassi.
Successivamente viene convocato per la Copa América 2024, in cui gli Stati Uniti esordiscono il 23 giugno vincendo 2-0 contro la Bolivia grazie anche a un gol di Pulisic; questa rete gli consente di raggiungere Brian McBride come quinto miglior marcatore della sua nazionale a quota 30. Tuttavia il torneo per gli statunitensi si conclude al primo turno.
Il 10 settembre 2024 va a segno nell'amichevole pareggiata 1-1 contro la Nuova Zelanda, superando McBride e rimanendo al quinto posto in solitaria nella classifica marcatori.

## Statistiche

### Presenze e reti nei club
Statistiche aggiornate al 17 agosto 2025.
| Stagione                 | Squadra                  | Campionato               | Campionato | Campionato | Coppe nazionali | Coppe nazionali | Coppe nazionali | Coppe continentali | Coppe continentali | Coppe continentali | Altre coppe | Altre coppe | Altre coppe | Totale | Totale |
| Stagione                 | Squadra                  | Comp                     | Pres       | Reti       | Comp            | Pres            | Reti            | Comp               | Pres               | Reti               | Comp        | Pres        | Reti        | Pres   | Reti   |
| ------------------------ | ------------------------ | ------------------------ | ---------- | ---------- | --------------- | --------------- | --------------- | ------------------ | ------------------ | ------------------ | ----------- | ----------- | ----------- | ------ | ------ |
| 2015-2016                | Borussia Dortmund        | BL                       | 9          | 2          | CG              | 0               | 0               | UEL                | 3                  | 0                  | -           | -           | -           | 12     | 2      |
| 2016-2017                | Borussia Dortmund        | BL                       | 29         | 3          | CG              | 4               | 1               | UCL                | 10                 | 1                  | SG          | 0           | 0           | 43     | 5      |
| 2017-2018                | Borussia Dortmund        | BL                       | 32         | 4          | CG              | 1               | 0               | UCL+UEL            | 5+3                | 0                  | SG          | 1           | 1           | 42     | 5      |
| 2018-2019                | Borussia Dortmund        | BL                       | 20         | 4          | GC              | 3               | 2               | UCL                | 7                  | 1                  | -           | -           | -           | 30     | 7      |
| Totale Borussia Dortmund | Totale Borussia Dortmund | Totale Borussia Dortmund | 90         | 13         |                 | 8               | 3               |                    | 28                 | 2                  |             | 1           | 1           | 127    | 19     |
| 2019-2020                | Chelsea                  | PL                       | 25         | 9          | FACup+CdL       | 2+2             | 1               | UCL                | 4                  | 1                  | SU          | 1           | 0           | 34     | 11     |
| 2020-2021                | Chelsea                  | PL                       | 27         | 4          | FACup+CdL       | 6+0             | 0               | UCL                | 10                 | 2                  | -           | -           | -           | 43     | 6      |
| 2021-2022                | Chelsea                  | PL                       | 22         | 6          | FACup+CdL       | 4+3             | 0               | UCL                | 7                  | 2                  | SU+Cmc      | 1+1         | 0           | 38     | 8      |
| 2022-2023                | Chelsea                  | PL                       | 24         | 1          | FACup+CdL       | 0+1             | 0               | UCL                | 5                  | 0                  | -           | -           | -           | 30     | 1      |
| Totale Chelsea           | Totale Chelsea           | Totale Chelsea           | 98         | 20         |                 | 18              | 1               |                    | 26                 | 5                  |             | 3           | 0           | 145    | 26     |
| 2023-2024                | Milan                    | A                        | 36         | 12         | CI              | 2               | 0               | UCL+UEL            | 6+6                | 1+2                | -           | -           | -           | 50     | 15     |
| 2024-2025                | Milan                    | A                        | 34         | 11         | CI              | 5               | 0               | UCL                | 9                  | 4                  | SI          | 2           | 2           | 50     | 17     |
| 2025-2026                | Milan                    | A                        | 0          | 0          | CI              | 1               | 1               | -                  | -                  | -                  | SI          | 0           | 0           | 1      | 1      |
| Totale Milan             | Totale Milan             | Totale Milan             | 70         | 23         |                 | 8               | 1               |                    | 21                 | 7                  |             | 2           | 2           | 101    | 33     |
| Totale carriera          | Totale carriera          | Totale carriera          | 258        | 56         |                 | 34              | 5               |                    | 75                 | 14                 |             | 6           | 3           | 373    | 78     |

### Cronologia presenze e reti in nazionale
| Cronologia completa delle presenze e delle reti in nazionale ― Stati Uniti | Cronologia completa delle presenze e delle reti in nazionale ― Stati Uniti | Cronologia completa delle presenze e delle reti in nazionale ― Stati Uniti | Cronologia completa delle presenze e delle reti in nazionale ― Stati Uniti | Cronologia completa delle presenze e delle reti in nazionale ― Stati Uniti | Cronologia completa delle presenze e delle reti in nazionale ― Stati Uniti | Cronologia completa delle presenze e delle reti in nazionale ― Stati Uniti | Cronologia completa delle presenze e delle reti in nazionale ― Stati Uniti |
| Data                                                                       | Città                                                                      | In casa                                                                    | Risultato                                                                  | Ospiti                                                                     | Competizione                                                               | Reti                                                                       | Note                                                                       |
| -------------------------------------------------------------------------- | -------------------------------------------------------------------------- | -------------------------------------------------------------------------- | -------------------------------------------------------------------------- | -------------------------------------------------------------------------- | -------------------------------------------------------------------------- | -------------------------------------------------------------------------- | -------------------------------------------------------------------------- |
| 29-3-2016                                                                  | Columbus                                                                   | Stati Uniti                                                                | 4 – 0                                                                      | Guatemala                                                                  | Qual. Mondiali 2018                                                        | -                                                                          | 81’                                                                        |
| 26-5-2016                                                                  | Frisco                                                                     | Stati Uniti                                                                | 1 – 0                                                                      | Ecuador                                                                    | Amichevole                                                                 | -                                                                          | 64’                                                                        |
| 29-5-2016                                                                  | Kansas City                                                                | Stati Uniti                                                                | 4 – 0                                                                      | Bolivia                                                                    | Amichevole                                                                 | 1                                                                          | 63’                                                                        |
| 3-6-2016                                                                   | Santa Clara                                                                | Stati Uniti                                                                | 0 – 2                                                                      | Colombia                                                                   | Coppa America Centenario - 1º turno                                        | -                                                                          | 66’                                                                        |
| 21-6-2016                                                                  | Houston                                                                    | Stati Uniti                                                                | 0 – 4                                                                      | Argentina                                                                  | Coppa America Centenario - Semifinale                                      | -                                                                          | 46’                                                                        |
| 25-6-2016                                                                  | Glendale                                                                   | Stati Uniti                                                                | 0 – 1                                                                      | Colombia                                                                   | Coppa America Centenario - Finale 3º posto                                 | -                                                                          | 74’                                                                        |
| 2-9-2016                                                                   | Kingstown                                                                  | Saint Vincent e Grenadine                                                  | 0 – 6                                                                      | Stati Uniti                                                                | Qual. Mondiali 2018                                                        | 2                                                                          | 67’                                                                        |
| 6-9-2016                                                                   | Jacksonville                                                               | Stati Uniti                                                                | 4 – 0                                                                      | Trinidad e Tobago                                                          | Qual. Mondiali 2018                                                        | -                                                                          |                                                                            |
| 7-10-2016                                                                  | L'Avana                                                                    | Cuba                                                                       | 0 – 2                                                                      | Stati Uniti                                                                | Amichevole                                                                 | -                                                                          | 45’                                                                        |
| 11-11-2016                                                                 | Columbus                                                                   | Stati Uniti                                                                | 1 – 2                                                                      | Messico                                                                    | Qual. Mondiali 2018                                                        | -                                                                          |                                                                            |
| 15-11-2016                                                                 | San José                                                                   | Costa Rica                                                                 | 4 – 0                                                                      | Stati Uniti                                                                | Qual. Mondiali 2018                                                        | -                                                                          | 69’                                                                        |
| 24-3-2017                                                                  | San Jose                                                                   | Stati Uniti                                                                | 6 – 0                                                                      | Honduras                                                                   | Qual. Mondiali 2018                                                        | 1                                                                          |                                                                            |
| 28-3-2017                                                                  | Panama                                                                     | Panama                                                                     | 1 – 1                                                                      | Stati Uniti                                                                | Qual. Mondiali 2018                                                        | -                                                                          |                                                                            |
| 3-6-2017                                                                   | Sandy                                                                      | Stati Uniti                                                                | 1 – 1                                                                      | Venezuela                                                                  | Amichevole                                                                 | 1                                                                          |                                                                            |
| 8-6-2017                                                                   | Commerce City                                                              | Stati Uniti                                                                | 2 – 0                                                                      | Trinidad e Tobago                                                          | Qual. Mondiali 2018                                                        | 2                                                                          |                                                                            |
| 11-6-2017                                                                  | Città del Messico                                                          | Messico                                                                    | 1 – 1                                                                      | Stati Uniti                                                                | Qual. Mondiali 2018                                                        | -                                                                          | 92’                                                                        |
| 1-9-2017                                                                   | Harrison                                                                   | Stati Uniti                                                                | 0 – 2                                                                      | Costa Rica                                                                 | Qual. Mondiali 2018                                                        | -                                                                          | 87’                                                                        |
| 5-9-2017                                                                   | San Pedro Sula                                                             | Honduras                                                                   | 1 – 1                                                                      | Stati Uniti                                                                | Qual. Mondiali 2018                                                        | -                                                                          |                                                                            |
| 6-10-2017                                                                  | Orlando                                                                    | Stati Uniti                                                                | 4 – 0                                                                      | Panama                                                                     | Qual. Mondiali 2018                                                        | 1                                                                          | 57’                                                                        |
| 10-10-2017                                                                 | Couva                                                                      | Trinidad e Tobago                                                          | 2 – 1                                                                      | Stati Uniti                                                                | Qual. Mondiali 2018                                                        | 1                                                                          |                                                                            |
| 29-5-2018                                                                  | Filadelfia                                                                 | Stati Uniti                                                                | 3 – 0                                                                      | Bolivia                                                                    | Amichevole                                                                 | -                                                                          | 89’                                                                        |
| 15-11-2018                                                                 | Londra                                                                     | Inghilterra                                                                | 3 – 0                                                                      | Stati Uniti                                                                | Amichevole                                                                 | -                                                                          |                                                                            |
| 20-11-2018                                                                 | Genk                                                                       | Italia                                                                     | 1 – 0                                                                      | Stati Uniti                                                                | Amichevole                                                                 | -                                                                          | cap. 83’                                                                   |
| 22-3-2019                                                                  | Orlando                                                                    | Stati Uniti                                                                | 1 – 0                                                                      | Ecuador                                                                    | Amichevole                                                                 | -                                                                          | 62’                                                                        |
| 27-3-2019                                                                  | Houston                                                                    | Stati Uniti                                                                | 1 – 1                                                                      | Cile                                                                       | Amichevole                                                                 | 1                                                                          | 36’                                                                        |
| 19-6-2019                                                                  | Saint Paul                                                                 | Stati Uniti                                                                | 4 – 0                                                                      | Guyana                                                                     | Gold Cup 2019 - 1º turno                                                   | -                                                                          | 62’                                                                        |
| 23-6-2019                                                                  | Cleveland                                                                  | Stati Uniti                                                                | 6 – 0                                                                      | Trinidad e Tobago                                                          | Gold Cup 2019 - 1º turno                                                   | 1                                                                          |                                                                            |
| 26-6-2019                                                                  | Kansas City                                                                | Panama                                                                     | 0 – 1                                                                      | Stati Uniti                                                                | Gold Cup 2019 - 1º turno                                                   | -                                                                          | 65’                                                                        |
| 30-6-2019                                                                  | Filadelfia                                                                 | Stati Uniti                                                                | 1 – 0                                                                      | Curaçao                                                                    | Gold Cup 2019 - Quarti di finale                                           | -                                                                          |                                                                            |
| 3-7-2019                                                                   | Nashville                                                                  | Giamaica                                                                   | 1 – 3                                                                      | Stati Uniti                                                                | Gold Cup 2019 - Semifinale                                                 | 2                                                                          |                                                                            |
| 7-7-2019                                                                   | Chicago                                                                    | Messico                                                                    | 1 – 0                                                                      | Stati Uniti                                                                | Gold Cup 2019 - Finale                                                     | -                                                                          |                                                                            |
| 6-9-2019                                                                   | East Rutherford                                                            | Stati Uniti                                                                | 0 – 3                                                                      | Messico                                                                    | Amichevole                                                                 | -                                                                          |                                                                            |
| 11-10-2019                                                                 | Washington                                                                 | Stati Uniti                                                                | 7 – 0                                                                      | Cuba                                                                       | CONCACAF Nations League 2019-2020 - 2º turno                               | 1                                                                          | cap. 68’                                                                   |
| 15-10-2019                                                                 | Toronto                                                                    | Canada                                                                     | 2 – 0                                                                      | Stati Uniti                                                                | CONCACAF Nations League 2019-2020 - 2º turno                               | -                                                                          | 60’                                                                        |
| 25-3-2021                                                                  | Wiener Neustadt                                                            | Stati Uniti                                                                | 4 – 1                                                                      | Giamaica                                                                   | Amichevole                                                                 | -                                                                          | cap. 46’                                                                   |
| 28-3-2021                                                                  | Belfast                                                                    | Irlanda del Nord                                                           | 1 – 2                                                                      | Stati Uniti                                                                | Amichevole                                                                 | 1                                                                          | cap.                                                                       |
| 4-6-2021                                                                   | Denver                                                                     | Honduras                                                                   | 0 – 1                                                                      | Stati Uniti                                                                | CONCACAF Nations League 2019-2020 - Semifinale                             | -                                                                          | cap. 90+4’                                                                 |
| 7-6-2021                                                                   | Denver                                                                     | Stati Uniti                                                                | 3 – 2 dts                                                                  | Messico                                                                    | CONCACAF Nations League 2019-2020 - Finale                                 | 1                                                                          | cap. 115’                                                                  |
| 5-9-2021                                                                   | Nashville                                                                  | Stati Uniti                                                                | 1 – 1                                                                      | Canada                                                                     | Qual. Mondiali 2022                                                        | -                                                                          | cap.                                                                       |
| 8-9-2021                                                                   | San Pedro Sula                                                             | Honduras                                                                   | 1 – 4                                                                      | Stati Uniti                                                                | Qual. Mondiali 2022                                                        | -                                                                          | cap. 62’                                                                   |
| 12-11-2021                                                                 | Cincinnati                                                                 | Stati Uniti                                                                | 2 – 0                                                                      | Messico                                                                    | Qual. Mondiali 2022                                                        | 1                                                                          | 69’                                                                        |
| 16-11-2021                                                                 | Kingston                                                                   | Giamaica                                                                   | 1 – 1                                                                      | Stati Uniti                                                                | Qual. Mondiali 2022                                                        | -                                                                          | 66’                                                                        |
| 27-1-2022                                                                  | Columbus                                                                   | Stati Uniti                                                                | 1 – 0                                                                      | El Salvador                                                                | Qual. Mondiali 2022                                                        | -                                                                          | cap. 65’                                                                   |
| 30-1-2022                                                                  | Hamilton                                                                   | Canada                                                                     | 2 – 0                                                                      | Stati Uniti                                                                | Qual. Mondiali 2022                                                        | -                                                                          |                                                                            |
| 2-2-2022                                                                   | Saint Paul                                                                 | Stati Uniti                                                                | 3 – 0                                                                      | Honduras                                                                   | Qual. Mondiali 2022                                                        | 1                                                                          | 64’                                                                        |
| 24-3-2022                                                                  | Città del Messico                                                          | Messico                                                                    | 0 – 0                                                                      | Stati Uniti                                                                | Qual. Mondiali 2022                                                        | -                                                                          | 84’                                                                        |
| 27-3-2022                                                                  | Orlando                                                                    | Stati Uniti                                                                | 5 – 1                                                                      | Panama                                                                     | Qual. Mondiali 2022                                                        | 3                                                                          | cap. 69’ 71’                                                               |
| 30-3-2022                                                                  | San José                                                                   | Costa Rica                                                                 | 2 – 0                                                                      | Stati Uniti                                                                | Qual. Mondiali 2022                                                        | -                                                                          | 84’                                                                        |
| 2-6-2022                                                                   | Cincinnati                                                                 | Stati Uniti                                                                | 3 – 0                                                                      | Marocco                                                                    | Amichevole                                                                 | -                                                                          | cap. 65’                                                                   |
| 5-6-2022                                                                   | Kansas City                                                                | Stati Uniti                                                                | 0 – 0                                                                      | Uruguay                                                                    | Amichevole                                                                 | -                                                                          | cap.                                                                       |
| 14-6-2022                                                                  | San Salvador                                                               | El Salvador                                                                | 1 – 1                                                                      | Stati Uniti                                                                | CONCACAF Nations League 2022-2023 - 1º turno                               | -                                                                          | cap.                                                                       |
| 27-9-2022                                                                  | Riad                                                                       | Arabia Saudita                                                             | 0 – 0                                                                      | Stati Uniti                                                                | Amichevole                                                                 | -                                                                          | cap. 76’                                                                   |
| 21-11-2022                                                                 | Al Rayyan                                                                  | Stati Uniti                                                                | 1 – 1                                                                      | Galles                                                                     | Mondiali 2022 - 1º turno                                                   | -                                                                          |                                                                            |
| 25-11-2022                                                                 | Al Khawr                                                                   | Inghilterra                                                                | 0 – 0                                                                      | Stati Uniti                                                                | Mondiali 2022 - 1º turno                                                   | -                                                                          |                                                                            |
| 29-11-2022                                                                 | Doha                                                                       | Iran                                                                       | 0 – 1                                                                      | Stati Uniti                                                                | Mondiali 2022 - 1º turno                                                   | 1                                                                          | 46’                                                                        |
| 3-12-2022                                                                  | Al Rayyan                                                                  | Paesi Bassi                                                                | 3 – 1                                                                      | Stati Uniti                                                                | Mondiali 2022 - Ottavi di finale                                           | -                                                                          |                                                                            |
| 24-3-2023                                                                  | Saint George's                                                             | Grenada                                                                    | 1 – 7                                                                      | Stati Uniti                                                                | CONCACAF Nations League 2022-2023 - 1º turno                               | 1                                                                          | cap. 64’                                                                   |
| 27-3-2023                                                                  | Orlando                                                                    | Stati Uniti                                                                | 1 – 0                                                                      | El Salvador                                                                | CONCACAF Nations League 2022-2023 - 1º turno                               | -                                                                          | cap.                                                                       |
| 15-6-2023                                                                  | Paradise                                                                   | Stati Uniti                                                                | 3 – 0                                                                      | Messico                                                                    | CONCACAF Nations League 2022-2023 - Semifinale                             | 2                                                                          | cap. 89’                                                                   |
| 18-6-2023                                                                  | Paradise                                                                   | Canada                                                                     | 0 – 2                                                                      | Stati Uniti                                                                | CONCACAF Nations League 2022-2023 - Finale                                 | -                                                                          | cap.                                                                       |
| 9-9-2023                                                                   | Saint Louis                                                                | Stati Uniti                                                                | 3 – 0                                                                      | Uzbekistan                                                                 | Amichevole                                                                 | 1                                                                          | cap.                                                                       |
| 12-9-2023                                                                  | Saint Paul                                                                 | Stati Uniti                                                                | 4 – 0                                                                      | Oman                                                                       | Amichevole                                                                 | -                                                                          | cap. 48’                                                                   |
| 14-10-2023                                                                 | East Hartford                                                              | Stati Uniti                                                                | 1 – 3                                                                      | Germania                                                                   | Amichevole                                                                 | 1                                                                          | cap. 75’                                                                   |
| 17-10-2023                                                                 | Nashville                                                                  | Stati Uniti                                                                | 4 – 0                                                                      | Ghana                                                                      | Amichevole                                                                 | 1                                                                          | cap. 46’                                                                   |
| 21-3-2024                                                                  | Arlington                                                                  | Stati Uniti                                                                | 3 – 1 dts                                                                  | Giamaica                                                                   | CONCACAF Nations League 2023-2024 - Semifinale                             | -                                                                          | cap.                                                                       |
| 24-3-2024                                                                  | Arlington                                                                  | Messico                                                                    | 0 – 2                                                                      | Stati Uniti                                                                | CONCACAF Nations League 2023-2024 - Finale                                 | -                                                                          | 90+2’                                                                      |
| 8-6-2024                                                                   | Landover                                                                   | Stati Uniti                                                                | 1 – 5                                                                      | Colombia                                                                   | Amichevole                                                                 | -                                                                          | cap. 46’                                                                   |
| 12-6-2024                                                                  | Orlando                                                                    | Stati Uniti                                                                | 1 – 1                                                                      | Brasile                                                                    | Amichevole                                                                 | 1                                                                          | cap.                                                                       |
| 23-6-2024                                                                  | Arlington                                                                  | Stati Uniti                                                                | 2 – 0                                                                      | Bolivia                                                                    | Coppa America 2024 - 1º turno                                              | 1                                                                          | cap.                                                                       |
| 27-6-2024                                                                  | Atlanta                                                                    | Panama                                                                     | 2 – 1                                                                      | Stati Uniti                                                                | Coppa America 2024 - 1º turno                                              | -                                                                          | cap.                                                                       |
| 1-7-2024                                                                   | Kansas City                                                                | Stati Uniti                                                                | 0 – 1                                                                      | Uruguay                                                                    | Coppa America 2024 - 1º turno                                              | -                                                                          | cap.                                                                       |
| 7-9-2024                                                                   | Kansas City                                                                | Stati Uniti                                                                | 1 – 2                                                                      | Canada                                                                     | Amichevole                                                                 | -                                                                          | cap.                                                                       |
| 10-9-2024                                                                  | Cincinnati                                                                 | Stati Uniti                                                                | 1 – 1                                                                      | Nuova Zelanda                                                              | Amichevole                                                                 | 1                                                                          | 57’                                                                        |
| 12-10-2024                                                                 | Austin                                                                     | Stati Uniti                                                                | 2 – 0                                                                      | Panama                                                                     | Amichevole                                                                 | -                                                                          | 67’                                                                        |
| 14-11-2024                                                                 | Kingston                                                                   | Giamaica                                                                   | 0 – 1                                                                      | Stati Uniti                                                                | CONCACAF Nations League 2024-2025 - Quarti di finale                       | -                                                                          |                                                                            |
| 18-11-2024                                                                 | Saint Louis                                                                | Stati Uniti                                                                | 4 – 2                                                                      | Giamaica                                                                   | CONCACAF Nations League 2024-2025 - Quarti di finale                       | 1                                                                          | 69’                                                                        |
| 20-3-2025                                                                  | Inglewood                                                                  | Stati Uniti                                                                | 0 – 1                                                                      | Panama                                                                     | CONCACAF Nations League 2024-2025 - Semifinale                             | -                                                                          | 90’                                                                        |
| 23-3-2025                                                                  | Inglewood                                                                  | Canada                                                                     | 2 – 1                                                                      | Stati Uniti                                                                | CONCACAF Nations League 2024-2025 - Finale 3º posto                        | -                                                                          | cap. 69’                                                                   |
| Totale                                                                     |                                                                            | Presenze                                                                   | 78                                                                         |                                                                            | Reti (5º posto)                                                            | 32                                                                         |                                                                            |

## Palmarès

### Club

#### Competizioni nazionali
- Coppa di Germania: 1

Borussia Dortmund: 2016-2017
- Supercoppa italiana: 1

Milan: 2024

#### Competizioni internazionali
- UEFA Champions League: 1

Chelsea: 2020-2021
- Supercoppa UEFA: 1

Chelsea: 2021
- Coppa del mondo per club: 1

Chelsea: 2021

### Nazionale
- CONCACAF Nations League: 3

2019-2020, 2022-2023, 2023-2024

### Individuale
- U.S. Soccer Athlete of the Year: 5

Premio miglior giovane (maschile): 2016
Premio atleta dell'anno (maschile): 2017, 2019, 2021, 2023
- Capocannoniere della CONCACAF Nations League: 1

2022-2023
- Miglior marcatore della Supercoppa italiana: 1

2024 (2 gol, a pari merito con Denzel Dumfries)